# Sandringham, New South Wales
Sandringham este o suburbie în Sydney, Australia.